# Lake in the Hills
Lake in the Hills é uma vila localizada no estado americano de Illinois, no Condado de McHenry.

## Demografia
Segundo o censo americano de 2000, a sua população era de 23.152 habitantes.
Em 2006, foi estimada uma população de 29.359, um aumento de 6207 (26.8%).

## Geografia
De acordo com o United States Census Bureau tem uma área de
25,0 km², dos quais 24,4 km² cobertos por terra e 0,6 km² cobertos por água.

## Localidades na vizinhança
O diagrama seguinte representa as localidades num raio de 8 km ao redor de Lake in the Hills.